# Тршебоньский алтарь
«Тршебоньский алтарь» (чеш. Třeboňský oltář, нем. Wittingauer Altar) — одно из самых знаменитых чешских произведений интернациональной готики, выполненное анонимным богемским мастером, называемым Мастер Тршебоньского алтаря.
Алтарь был написан в начале 1380-х годов для храма Святого Ильи и Царицы Девы Марии монастыря августинских каноников в Тршебоне на юге Чехии, по которому и получил своё название.
От алтаря сохранилось только три створки с изображением Страстей Христовых: «Моление о чаше» (Kristus na hoře Olivetské),  «Положение во гроб» (Kladen do hrobu) и, самая знаменитая — «Воскрешение» (Zmrtvýchvstání Krista). Предполагается, что всего их было 4 или 5. Во всех трёх известных сегодня створках мастер предпочёл выстроить композицию по диагонали, наклонённой под разным углом. В «Воскрешении» и «Положении во гроб» эту диагональ создают очертания гроба, в «Молении о чаше» — горный рельеф. В картинах изображена условная природа со стилизованными деревьями и множество разных птиц. Картины пронизаны красотой и трогательностью, характерными для периода расцвета интернациональной готики.
На оборотной стороне досок со Страстями написаны фигуры святых:
- Свв. Екатерина Александрийская, Мария Магдалина и Маргарита Антиохийская (Моление о чаше)
- Апостолы Иаков Алфеев, Варфоломей и Филипп (Положение во гроб)
- Свв. Эгидий, Григорий и Иероним (Воскрешение)

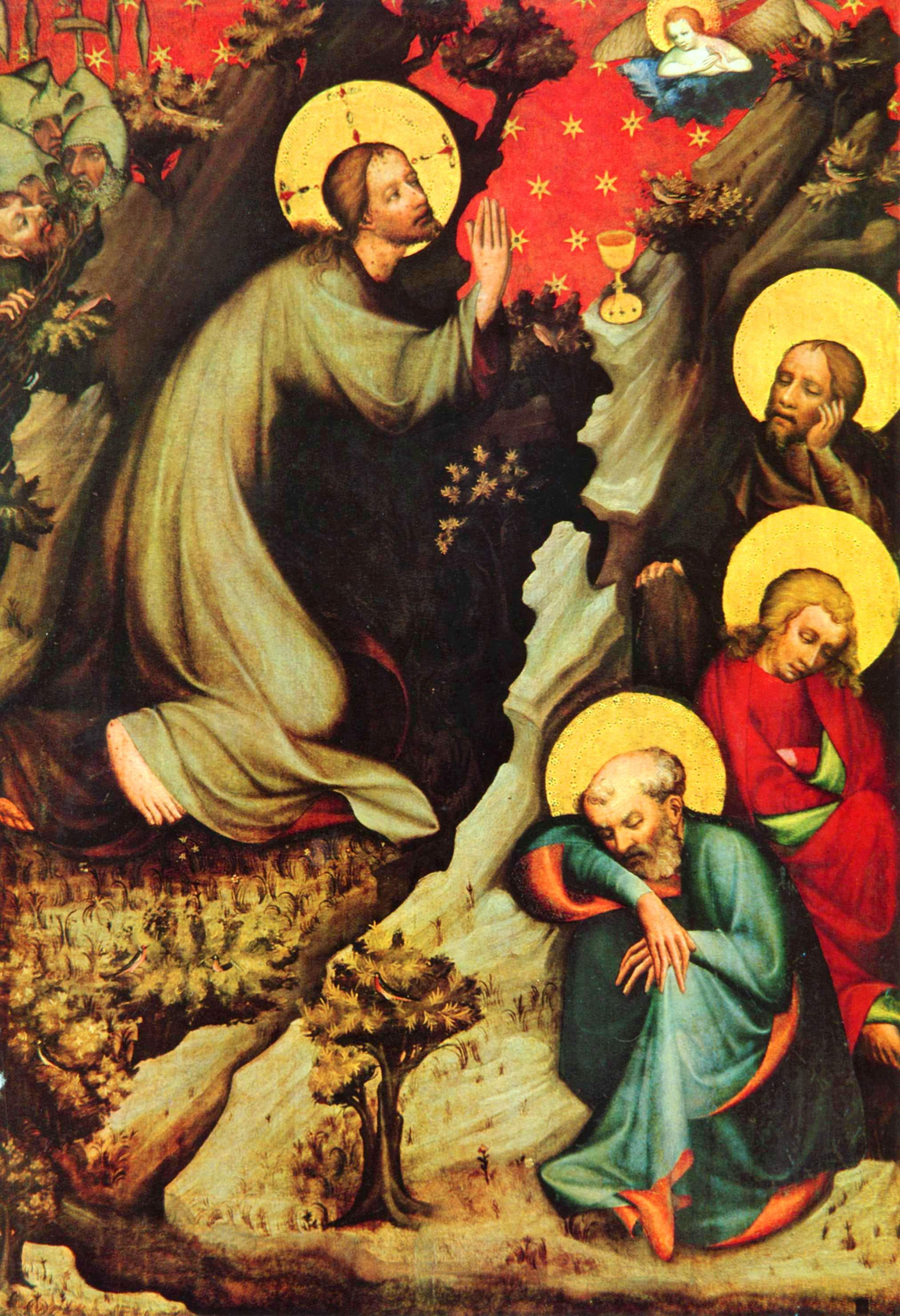
Тршебоньский алтарь: «Моление о чаше»
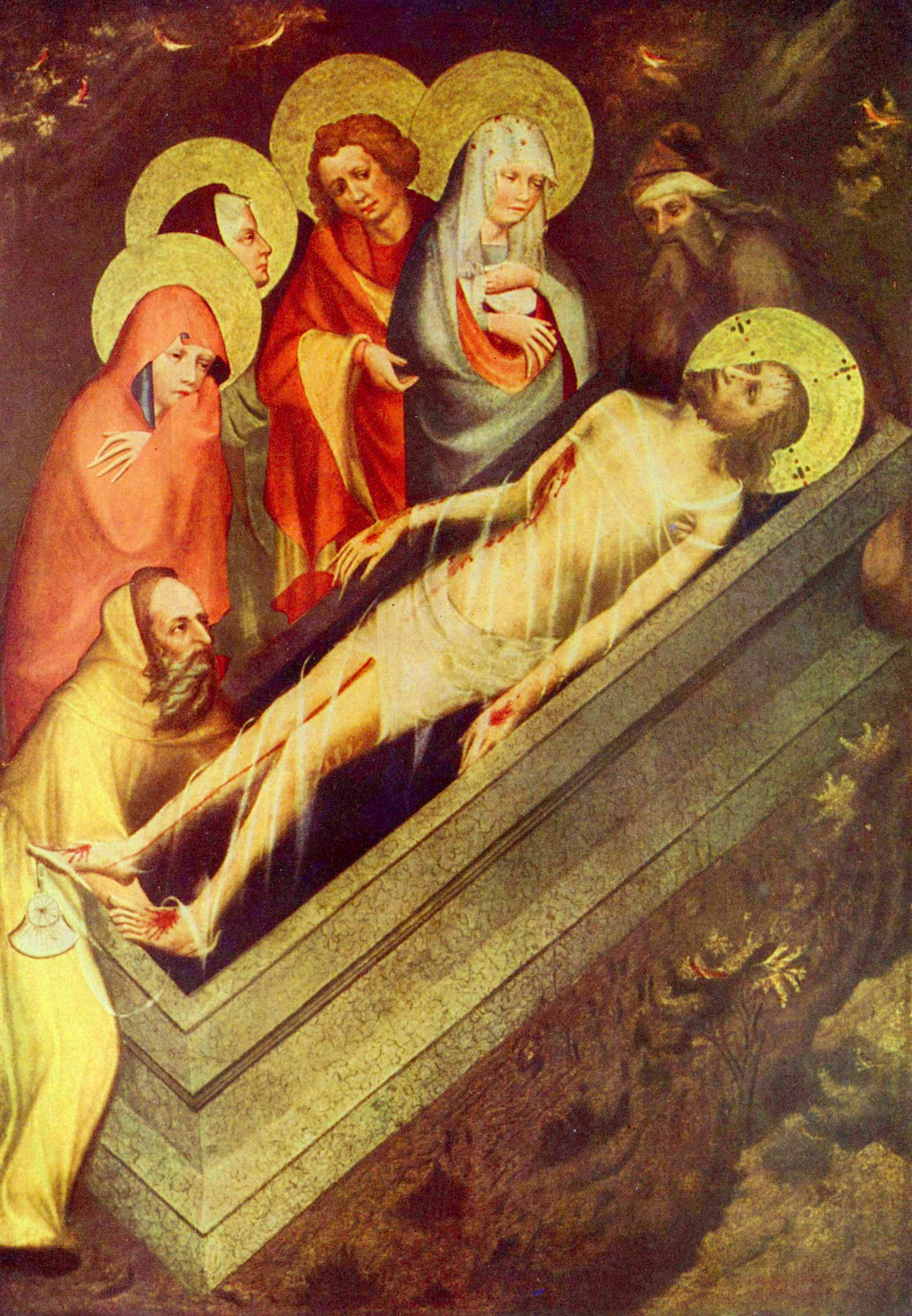
Тршебоньский алтарь: «Положение во гроб»
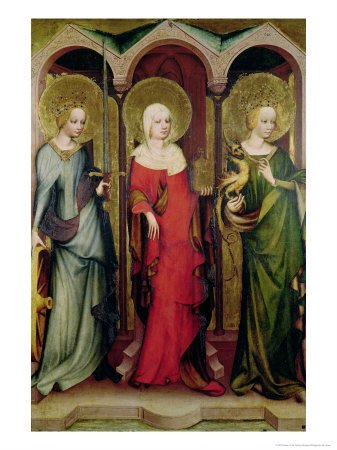
Оборотная сторона «Моления о чаше»

Четвёртая створка алтаря (не упоминаемая в большинстве литературы) — «Распятие».

## Мастер Тршебоньского алтаря
Этот мастер (активен в 1380—1400 гг.), настоящее имя которого остаётся неизвестным, работал в Богемии во 2-й пол. XIV в. Он принадлежал к пражской школе живописи, которая являлась одним из центров развития интернациональной готики, и входил в число художников, работавших для пражского двора. Подготовленное творчеством мастеров предыдущего поколения (живопись в замке Карлштейн, произведения Мастера Теодориха и др.), искусство Мастера Тршебоньского алтаря пронизано чувствительностью и гармонией, ему присущи поэтичность, созерцательность и близкая к мистицизму религиозность. Возможно, он был знаком с французской живописью 1360-х годов («Апокалипсис» из Анже, диптих из Барджелло, Флоренция) и в какой-то мере был подвержен влиянию североитальянской живописи. Он являет собой наиболее значительную фигуру в чешской готической живописи. Для него характерны оригинальное построение пространства и тщательная нюансировка форм светотенью. Мастер Тршебоньского алтаря был основоположником «прекрасного стиля» — варианта «интернациональной готики», распространившегося в Богемии и Центральной Европе. Но, кроме того, его произведения, особенно более поздние, своим совершенством и рафинированностью предвещают наступление позднеготического периода.